# Ciśnienie hydrostatyczne
Ciśnienie hydrostatyczne – ciśnienie w spoczywającej cieczy znajdującej się w polu grawitacyjnym (na ciecz działa jednorodna siła masowa). Analogiczne ciśnienie w gazie określane jest mianem ciśnienia aerostatycznego. Ciśnienie hydrostatyczne nie zależy od wielkości i kształtu zbiornika, a jeśli chodzi o miejsce w cieczy zależy tylko od głębokości.
Zależność ciśnienia od głębokości wynika wprost z prawa Pascala w obecności sił masowych. W cieczy na powierzchni ekwipotencjalnej siły masowej (tu grawitacji) ciśnienie ma stałą wartość, a zmienia się wzdłuż wektora siły masowej. Dla cieczy o jednakowej gęstości w obecności jednorodnego pola sił masowych określa je wzór:
{\displaystyle p_{h}=p_{0}+\rho gh,}
gdzie:
- {\displaystyle p_{0}} – ciśnienie zewnętrzne wywierane na ciecz na głębokości równej 0,
- {\displaystyle \rho } – gęstość cieczy – w układzie SI: w kg/m³,
- {\displaystyle g} – przyspieszenie ziemskie (grawitacyjne) – w układzie SI: w m/s²,
- {\displaystyle h} – wysokość słupa cieczy odpowiadająca np. głębokości zanurzenia – w układzie SI: w metrach [m].

Ciśnienie hydrostatyczne panujące w cieczy jest sumą ciśnienia wywieranego przez ciecz na danej wysokości i ciśnienia zewnętrznego. W przypadku zbiorników otwartych ciśnienie zewnętrzne jest ciśnieniem atmosferycznym.
Grawitacja w przypadku obu rodzajów ciśnień – hydrostatycznego i aerostatycznego – wywołuje zmianę ciśnienia w zależności od głębokości – im niżej tym większe ciśnienie. Jest ono skutkiem nacisku (ciężaru) ze strony słupa płynu położonego nad danym punktem – im wyższy słup, tym większy nacisk. Np. na Ziemi ciśnienie w wodzie (ciśnienie hydrostatyczne) zwiększa się co 10 m o jedną atmosferę techniczną. Ciśnienie powietrza na poziomie morza jest równe atmosferze fizycznej, jest ona w przybliżeniu równa atmosferze technicznej. Wynika stąd, że ciężar słupa powietrza nad powierzchnią ziemi jest w przybliżeniu równy ciężarowi słupa wody o wysokości 10 m (10 ton wody na metr kwadratowy).
W metalurgii do opisu ciśnienia wywieranego przez stopiony metal stosuje się termin ciśnienie metalostatyczne.